# Salvador Azpiazu
Salvador Ramón de Azpiazu Imbert (Vitoria, 9 de agosto de 1867-Madrid, 5 de enero de 1927) fue un fotógrafo y dibujante español.

## Biografía

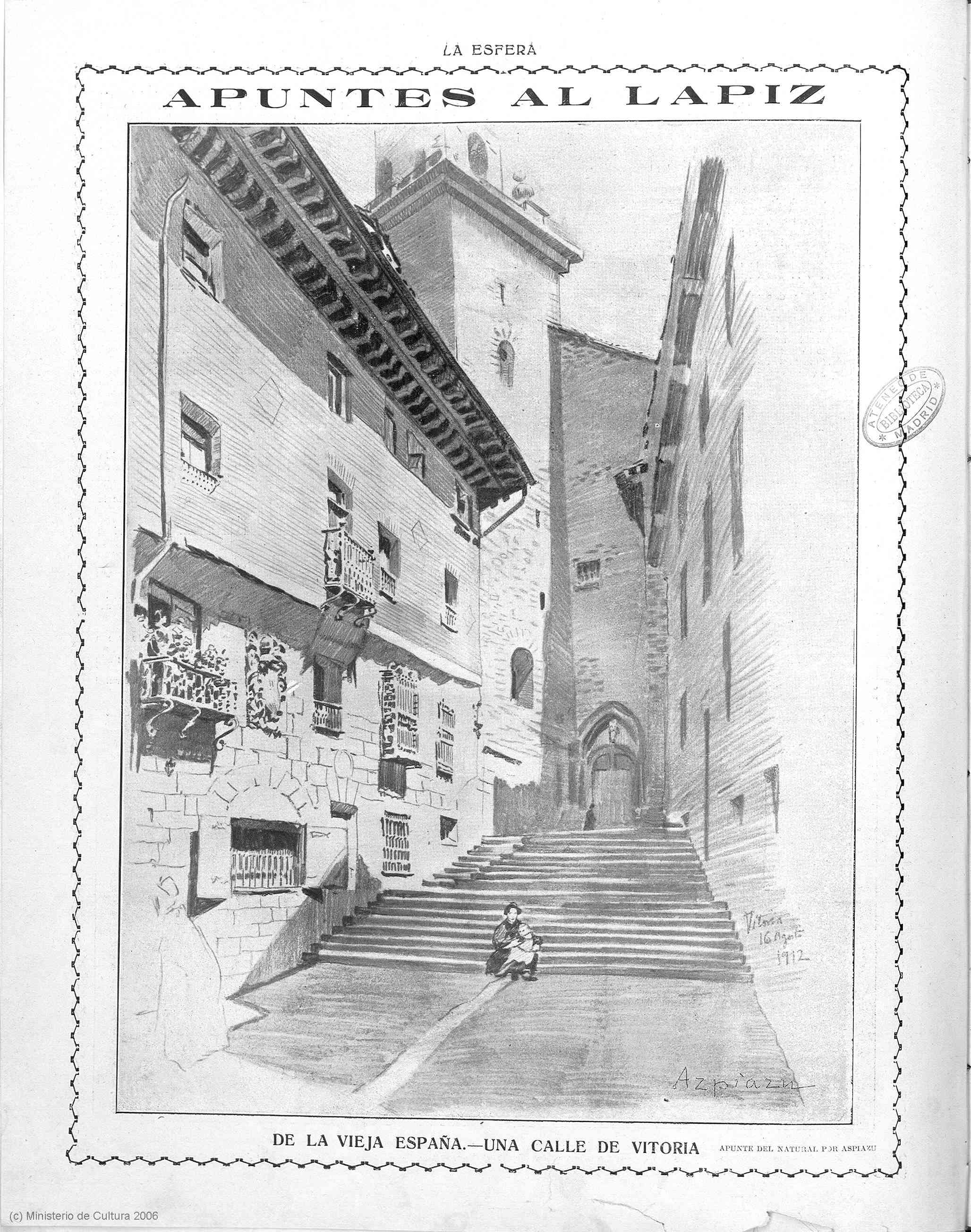
Ilustración de una calle de Vitoria, obra de Azpiazu para La Esfera

Natural de Vitoria, nació en 1867, hijo de Joaquín de Azpiazu Sáenz y Daría Imbert Aranguren. Su abuelo por parte materna, Carlos Imbert, era francés y trabajaba como escultor. La infancia la vivió en Barcelona.
Trabajó, como fotógrafo, para el Ministerio de Agricultura y, como dibujante, para varias revistas, incluidas la francesa L'Univers illustré, la catalana L'Esquella de la Torratxa y las matritenses La Ilustración Española y Americana, La Ilustración Artística y La Esfera. Aportó sus dibujos para La bendita tierra, libro escrito por los hermanos utreranos Álvarez Quintero, que alabaron su trabajo y su humildad. Participó también en la exposición que organizó en 1916 el Real Ateneo Científico, Literario y Artístico de Vitoria, presidido por Federico Baráibar.
Falleció en Madrid en 1927. Sus restos descansan en el cementerio de Santa Isabel de Vitoria.
Sus fotografías, más de un millar de negativos, las custodia el Archivo de Vitoria.

## Reconocimientos
- Desde 1977, una avenida de su ciudad natal lleva el nombre de Salvador Azpiazu en su honor.[3][1]